# Motherwell and Wishaw (circonscription du Parlement britannique)
Motherwell and Wishaw est une circonscription électorale britannique située en Écosse.